# Aulaconotus gracilicornis
Aulaconotus gracilicornis är en skalbaggsart som beskrevs av Makihara och A. Saito 1985. Aulaconotus gracilicornis ingår i släktet Aulaconotus och familjen långhorningar.
Artens utbredningsområde är Taiwan. Inga underarter finns listade.